# 瓦列里娅·科布洛娃
瓦列里娅·谢尔盖耶夫娜·科布洛娃（俄语：Вале́рия Серге́евна Кобло́ва，1992年10月9日—），旧姓若洛博娃（Жо́лобова），是一名俄罗斯自由式摔跤运动员，八届俄罗斯冠军（2011-2014、2016、2017、2020、2021）、欧洲冠军（2014）、世界锦标赛奖牌获得者（2013、2014）和奥运会（2016 年）。俄罗斯荣誉体育大师。